# Park Kyung-hye
Park Kyung-hye (en hangul, 박경혜; nacida el 5 de enero de 1993) es una actriz surcoreana.

## Carrera
Es miembro de la agencia Big Boss Entertainment (빅보스엔터테인먼트). También de la agencia DAIN Entertainment (다인엔터테인먼트).
En septiembre de 2016 se unió al elenco recurrente de la serie That Sun in the Sky donde interpretó a Go Sung-ran, una empleada de "Seongri Transport".
A finales del mismo año apareció en la popular serie Goblin, también conocida como "Guardian: The Lonely and Great God") donde dio vida a una fantasma virgen que intenta llevarse a Ji Eun-tak (Kim Go-eun) con ella.
En julio del 2017 se unió al elenco recurrente de la serie Distorted (también conocida como "Falsify") donde interpretó a Seo Na-rae, una inteligente y trabajadora reportera del periódico "Aeguk News".
En diciembre del mismo año se unió al elenco recurrente de la serie Jugglers, donde dio vida a Goo Kye-young, una miembro de la división de deportes.
En septiembre del 2018 se unió al elenco recurrente de la serie Heart Surgeons, donde interpretó a Lee Sun-yeong, una enfermera del departamento de cuidados intensivos.
En diciembre del mismo año se unió al elenco recurrente de la serie My Strange Hero, donde dio vida a Jang Ji-hyun, la maestra de éticas de la escuela "Seolsong High School".
En febrero de 2019 se unió al elenco recurrente de la serie Touch Your Heart, donde interpretó a la tímida Dan Moon-hee, pero directa, honesta e inflexible abogada en defensa civil.
En abril del mismo año se unió al elenco recurrente de la serie My Fellow Citizens!, donde dio vida a Yang Mi-jin, la hermana de Yang Jung-kook (Choi Si-won).
En septiembre del mismo año se unió al elenco recurrente de la serie Miss Lee, donde interpretó a Kim Ha-ma, una trabajadora de "Cheongil Electronics".

## Filmografía

### Series de televisión
| Año     | Título                     | Personaje                        | Notas                              | Ref.          |
| ------- | -------------------------- | -------------------------------- | ---------------------------------- | ------------- |
| 2016    | Tong: Memories             | Yang Jung-won                    |                                    |               |
| 2016    | Age of Youth               | Candidata de Compañera de Cuarto | Aparición especial, ep. 4          |               |
| 2016    | Disqualified Laughter      | Novia                            | Drama Special Season 7, 1 episodio |               |
| 2016    | The Sound of Your Heart    | Amiga de Choi Ae-bong            | Aparición especial, 2 episodios    |               |
| 2016    | Goblin                     | Fantasma Virgen                  |                                    |               |
| 2016-17 | That Sun in the Sky        | Go Sung-ran                      | TV Novel                           |               |
| 2017    | Distorted (Falsify)        | Seo Na-rae                       |                                    |               |
| 2017-18 | Jugglers                   | Goo Kye-young                    |                                    |               |
| 2018    | Heart Surgeons             | Enfra. Lee Sun-yeong             |                                    |               |
| 2018    | Clean with Passion for Now | Paciente de Choi Ha-in           | Aparición especial, 3 episodios    |               |
| 2018-19 | My Strange Hero            | Mtra. Jang Ji-hyun               |                                    |               |
| 2019    | Touch Your Heart           | Dan Moon-hee                     |                                    |               |
| 2019    | My Fellow Citizens!        | Yang Mi-jin                      |                                    |               |
| 2019    | Miss Lee                   | Kim Ha-ma                        |                                    |               |
| 2021    | My Roommate Is a Gumiho    | Choi Soo-kyung                   |                                    |               |
| 2022    | Amor por contrato          | Kim Yu-mi                        |                                    | [ 10 ]        |
| 2023    | Mi mentiroso adorable      | Cassandra                        |                                    | [ 11 ] [ 12 ] |
| 2023    | Un amor predestinado       | Son Sae-byeol                    |                                    | [ 13 ] [ 14 ] |

### Películas
| Año  | Título                      | Personaje                                  | Notas                                                                             | Ref.          |
| ---- | --------------------------- | ------------------------------------------ | --------------------------------------------------------------------------------- | ------------- |
| 2013 | Hwayi: A Monster Boy        | Empleada de la Asociación Agrícola de Paju | junto a Kim Yoon-seok, Yeo Jin-goo, Kim Young-min, Kim Sung-kyun y Park Hae-joon  |               |
| 2014 | Big Match                   | Elfa                                       |                                                                                   |               |
| 2017 | Fabricated City             | Empleada del Centro de Llamadas            |                                                                                   |               |
| 2017 | Jane                        | Na-kyung                                   |                                                                                   |               |
| 2017 | 1987: When The Day Comes    | Jung-mi                                    |                                                                                   | [ 15 ]        |
| 2018 | My Dream Class              | Tutora de Internet                         |                                                                                   |               |
| 2018 | The Drug King               | Lee Kyung-ja                               |                                                                                   |               |
| 2019 | The Dude In Me              | Jae-hee                                    |                                                                                   | [ 16 ]        |
| 2019 | Spring, Again               | Mi-jo                                      | junto a Lee Chung-ah, Hong Jong-hyun, Kim Joo-ryung, Park Ji-bin y Park Sung-joon | [ 17 ] [ 18 ] |
| 2019 | Maggie                      | Radióloga                                  |                                                                                   |               |
| 2019 | Love, Again                 | Enfermera Kim                              |                                                                                   |               |
| 2021 | Limit                       | —                                          | junto a Moon Jeong-hee y Park Myung-hoon                                          | [ 19 ]        |
| 2023 | Smugglers                   | Dok-soon                                   |                                                                                   | [ 20 ] [ 21 ] |
| 2023 | Dr. Cheon and Lost Talisman | Sa-wol                                     |                                                                                   |               |
| 2024 | Handsome Guys               | Sun-ok                                     |                                                                                   | [ 22 ] [ 23 ] |

## Premios y nominaciones
| Año  | Premios                 | Categoría               | Trabajo | Resultado | Ref.   |
| ---- | ----------------------- | ----------------------- | ------- | --------- | ------ |
| 2017 | 10th Korea Drama Awards | Popular Character Award | Goblin  | Ganadora  | [ 24 ] |